# Luigi Ferri
Luigi Ferri, född 1826, död 1895, var en italiensk filosof.
Ferri var lärjunge till Terenzio Mamiani och blev professor i Florens, senare i Rom. Han anslöt sig till den substantiella monismen. Bland hans verk märks främst hans historiskt-filosofiska skrifter Essai sur l'histoire de la philosophie en Italie au 19:e siècle (2 band, 1869) och La psychologie de l'association depuis Hobbes jusqu'à nos jours (1883).